# Lisa Perterer
Lisa Perterer (Villach, 16 de outubro de 1991) é uma triatleta profissional austríaca.

## Carreira

### Londres 2012
Lisa Perterer disputou os Jogos de Londres 2012, terminando em 48º lugar com o tempo de 2:09:12. 